# Pfarrkirche Gramastetten

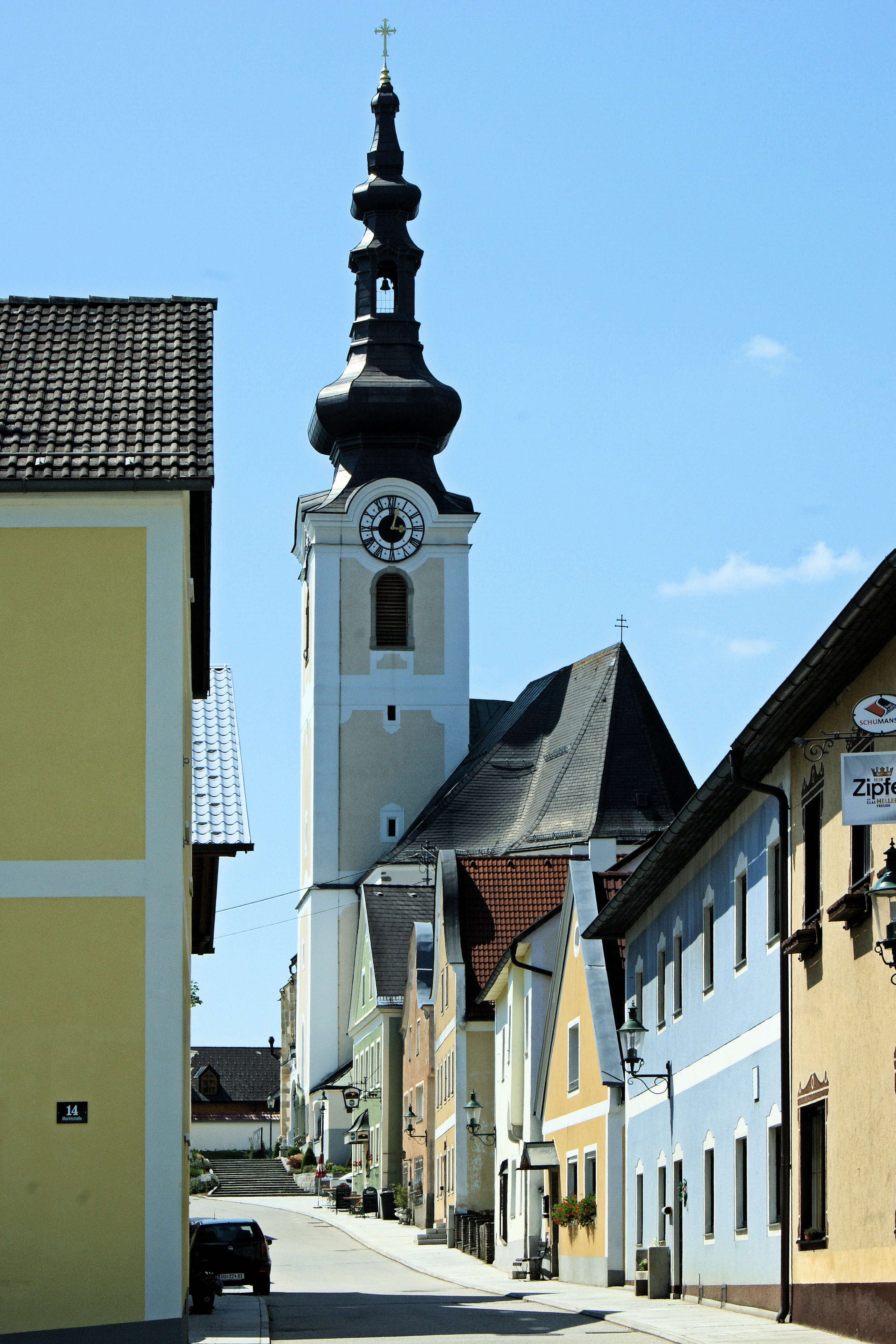
Katholische Pfarrkirche hl. Laurentius in Gramastetten

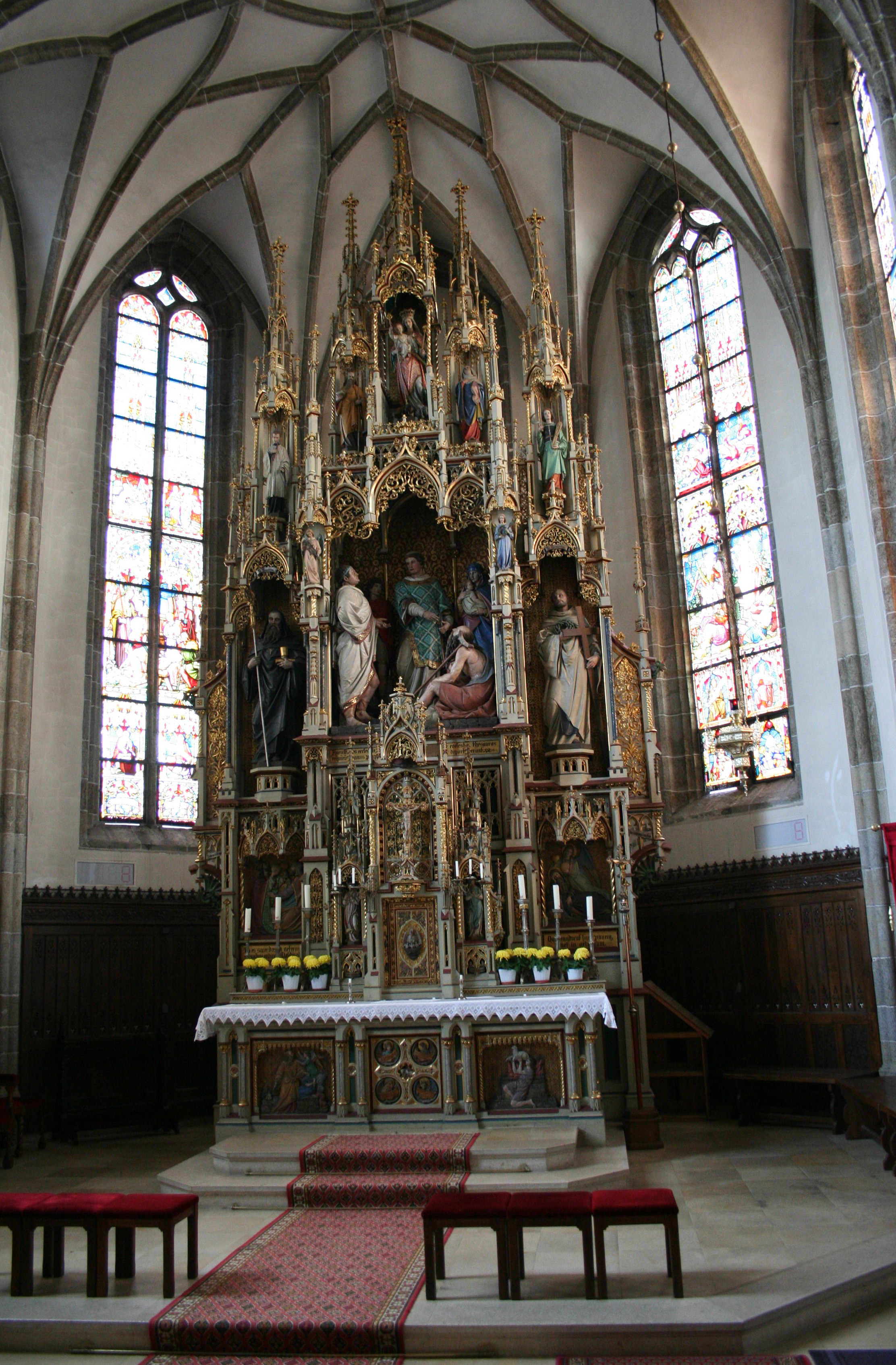
Zum Hochaltar

Die Pfarrkirche Gramastetten steht im Westen des Ortes am Steilabfall zur Rodl in der Marktgemeinde Gramastetten im Bezirk Urfahr-Umgebung in Oberösterreich. Die auf den Heiligen Laurentius von Rom geweihte römisch-katholische Pfarrkirche – dem Stift Wilhering inkorporiert – gehört zum Dekanat Ottensheim in der Diözese Linz. Die Kirche steht unter Denkmalschutz (Listeneintrag).

## Geschichte

### Pfarrgeschichte
Die Pfarre Gramastetten wurde urkundlich im Jahre 1110 von Ulrich I. von Wilhering und seiner Frau Ottilie auf deren Gütern gegründet. Deren Sohn vermachte die Gründe dem Stift Wilhering. 1240 schenkte Friedrich II., der Streitbare, dem Kloster die Patronatsrechte der Pfarre. Seit 1400 sorgt das Stift Wilhering für die Besetzung der Pfarre.
Gramastetten ist eine der neun Mutterpfarren im Mühlviertel. Ihr Gebiet erstreckte sich von der Donau bis zur Grenze Böhmens, und im Lauf der Zeit gingen folgende Seelsorgsgebiete daraus hervor:
- 1292 wurde die Pfarre Bad Leonfelden mit den Filialkirchen in Oberneukirchen und Vorderweißenbach abgetrennt.[2][3]
- Ab 1292 wurde das Gebiet um Ottensheim von einem eigenen, relativ unabhängigen Pfarrvikar betreut, die Vollpfarre Ottensheim entstand endgültig aber erst im Jahr 1676.
- 1675 wurde die Pfarre Zwettl an der Rodl abgetrennt.

Am 22. Oktober 1964 starb Pater Konrad Just beim Feiern der Hl. Messe auf den Stufen des Hochaltares der Pfarrkirche Gramastetten an einem Schlaganfall.

### Baugeschichte
1110 wurde ein Vorgängerbau geweiht. Der Turm wurde in der zweiten Hälfte des 14. Jahrhunderts erbaut. Stiftungen für einen Neubau entstanden 1444 und 1451. Bautätigkeit bestand besonders von 1483 bis 1516, aufgrund der Steinmetzzeichen wurde ein Zusammenhang mit dem Bau der Pfarrkirche Ottensheim festgestellt, das Langhaus wurde hauptsächlich im vierten Viertel des 15. Jahrhunderts erbaut, der Chor im ersten Viertel des 16. Jahrhunderts, die Sakristei im ersten Drittel des 16. Jahrhunderts. Das Oratorium entstand im dritten Drittel des 18. Jahrhunderts. Die Ölbergkapelle wurde 1830/1840 errichtet. Der Turmhelm wurde 1847 aufgesetzt. Der Portalvorbau wurde im vierten Viertel des 19. Jahrhunderts angebaut. Unter Pfarrer Pater Rudolf Peyrer erfolgte 1883 eine Generalrenovierung mit dem Einbau der heutigen neugotischen Ausstattung.
1982/1983 wurden die Kirche und der Pfarrhof unter Pfarrer und Konsistorialrat Altdechant Pater Augustin Brandstetter renoviert. Es wurden in der Unterkirche eine Leichenhalle eingerichtet und ein elektrisches Kirchengeläute angebracht. Weiters bekam die Kirche eine Heizung, das Dach wurde neu gedeckt und der Pfarrhof wurde zu einem Kindergarten, dem Pfarrcaritas-Kindergarten umgebaut. Ein zusätzlicher Pfarrcaritas-Kindergarten wurde im Jahre 1978 am Pöstlingberg errichtet, der im Herbst 1998 von der Marktgemeinde Gramastetten übernommen wurde.

## Architektur
Das breit gelagerte blockförmige Langhaus mit Strebepfeilern, welche über dem Wasserschlag spornförmig ausgebildet sind, hat zweibahnige Maßwerkfenster, diese wurden von 1883 bis 1890 renoviert, die Maßwerke entstanden dabei nach Entwürfen des Architekten und Baumeisters Otto Schirmer.
Der bemerkenswerte spätgotische Innenraum beeindruckt aufgrund der Raum- und Gewölbegestaltung mit ihren Detailformen. Das dreischiffige vierjochige Hallenlanghaus beinhaltet im Südosten den massiven und an der Südfront leicht vorspringenden mächtigen Turm. Das Südschiff ist deshalb nur zweieinhalbjochig. Südschiff und Westjoch beinhalten bemerkenswerte Emporen, welche dem Langhaus den Eindruck einer zweischiffigen dreijochigen Halle mit Emporenanbau verleihen, vergleiche dazu die Spitalskirche in Bad Leonfelden. Die Netzrippengewölbe mit Parallelrippen über achteckigen Pfeilern zeigen unter den Emporen Sternformationen. Der dreijochige Chor mit einem Polygonalschluss hat ein dichtes axial ausgerichtetes Schlingrippengewölbe. Unter dem Chor besteht eine kleine gotische Unterkirche. In der südlichen Chorecke steht der Sakristeianbau mit einem geometrisierenden Netzrippengewölbe der spätesten Gotik, darüber im 1. Stock ist ein Oratorium.

## Ausstattung
Die heutige Kircheneinrichtung, eine historistische Neugestaltung im Stil der Gotik, zählt der Kunsthistoriker Bernhard Prokisch zu den konsequentesten und qualitätvollsten in Oberösterreich. Altäre, Kanzel und beide Chorgestühle stammen aus der Altarbauwerkstatt Josef Kepplinger in Ottensheim. Die Figuren stammen von Josef Ignaz Sattler.
Das Chorgestühl auf der Empore birgt als Kuriosum eine Karikatur des deutschen Reichskanzlers Otto von Bismarck in Form einer Teufelsfratze in gotischer Manier.